# Simple hommes de badminton aux Jeux olympiques d'été de 2012
Pour un article plus général, voir Badminton aux Jeux olympiques d'été de 2012.
Navigation
Pékin 2008 Rio de Janeiro 2016
Le tournoi de  simple hommes de badminton aux Jeux olympiques d'été de 2012 se déroule à la Wembley Arena de Londres du 28 juillet au 5 août 2012.

## Format de la compétition
Les participants sont répartis en 16 groupes de 3 où chaque joueur rencontre les 2 autres.
Le premier de chaque groupe est qualifié pour les 1/8e de finale. Par la suite, les athlètes s'affrontent lors d'une phase à élimination directe, jusqu'en finale.

## Têtes de séries
| 1. Lee Chong Wei (MAS) 2. Lin Dan (CHN) 3. Chen Long (CHN) 4. Chen Jin (CHN) 5. Peter Gade (DEN) 6. Sho Sasaki (JPN) 7. Lee Hyun-il (KOR) 8. Kenichi Tago (JPN) | 1. Simon Santoso (INA) 2. Nguyễn Tiến Minh (VIE) 3. Taufik Hidayat (INA) 4. Jan Ø. Jørgensen (DEN) 5. Son Wan-ho (KOR) 6. Marc Zwiebler (GER) 7. Rajiv Ouseph (GBR) 8. Wong Wing Ki (HKG) |

## Phase de poule

### Groupe A
| Athlète       | Pays     | MJ | G | P | SG | SP | Pts |
| ------------- | -------- | -- | - | - | -- | -- | --- |
| Lee Chong Wei | Malaisie | 1  | 1 | 0 | 2  | 1  | +16 |
| Ville Lång    | Finlande | 1  | 0 | 1 | 1  | 2  | -16 |

| 30 juillet, 14 h 15    | 30 juillet, 14 h 15 | 30 juillet, 14 h 15 |
| Athlète 1              | Score               | Athlète 2           |
| ---------------------- | ------------------- | ------------------- |
| Lee Chong Wei Malaisie | 21-8 14-21 -11      | Ville Lång Finlande |

### Groupe B
| Athlète             | Pays      | MJ | G | P | SG | SP | Pts |
| ------------------- | --------- | -- | - | - | -- | -- | --- |
| Simon Santoso       | Indonésie | 2  | 2 | 0 | 4  | 0  | +46 |
| Raul Must           | Estonie   | 2  | 1 | 1 | 2  | 2  | -12 |
| Michael Lahnsteiner | Autriche  | 2  | 0 | 2 | 0  | 4  | -34 |

| Athlète 1                    | Score               | Athlète 2                    |
| 28 juillet, 20 h 19          | 28 juillet, 20 h 19 | 28 juillet, 20 h 19          |
| ---------------------------- | ------------------- | ---------------------------- |
| Michael Lahnsteiner Autriche | 14-21 18-21         | Raul Must Estonie            |
| 29 juillet, 13 h 07          |                     |                              |
| Simon Santoso Indonésie      | 21-12 21-8          | Raul Must Estonie            |
| 31 juillet, 13 h 07          |                     |                              |
| Simon Santoso Indonésie      | 21-11 21-7          | Michael Lahnsteiner Autriche |

### Groupe C
| Athlète            | Pays      | MJ | G | P | SG | SP | Pts |
| ------------------ | --------- | -- | - | - | -- | -- | --- |
| Niluka Karunaratne | Sri Lanka | 1  | 1 | 0 | 2  | 0  | +8  |
| Kenichi Tago       | Japon     | 1  | 0 | 1 | 0  | 2  | -8  |

| 30 juillet, 21 h 07 | 30 juillet, 21 h 07 | 30 juillet, 21 h 07          |
| Athlète 1           | Score               | Athlète 2                    |
| ------------------- | ------------------- | ---------------------------- |
| Kenichi Tago Japon  | 18-21 16-21         | Niluka Karunaratne Sri Lanka |

### Groupe D
| Athlète           | Pays     | MJ | G | P | SG | SP | Pts |
| ----------------- | -------- | -- | - | - | -- | -- | --- |
| Parupalli Kashyap | Inde     | 2  | 2 | 0 | 4  | 0  | +35 |
| Nguyễn Tiến Minh  | Viêt Nam | 2  | 1 | 1 | 2  | 3  | -5  |
| Yuhan Tan         | Belgique | 2  | 0 | 2 | 1  | 4  | -30 |

| Athlète 1                 | Score             | Athlète 2              |
| 28 juillet 9 h 42         | 28 juillet 9 h 42 | 28 juillet 9 h 42      |
| ------------------------- | ----------------- | ---------------------- |
| Parupalli Kashyap Inde    | 21–14 21–12       | Yuhan Tan Belgique     |
| 29 juillet, 19 h 07       |                   |                        |
| Nguyễn Tiến Minh Viêt Nam | 17-21 -14 21-10   | Yuhan Tan Belgique     |
| 31 juillet, 8 h 30        |                   |                        |
| Nguyễn Tiến Minh Viêt Nam | 9-21 14-21        | Parupalli Kashyap Inde |

### Groupe E
| Athlète         | Pays      | MJ | G | P | SG | SP | Pts |
| --------------- | --------- | -- | - | - | -- | -- | --- |
| Chen Long       | Chine     | 1  | 1 | 0 | 2  | 0  | +13 |
| Boonsak Ponsana | Thaïlande | 1  | 0 | 1 | 0  | 2  | -13 |

| 29 juillet, 13 h 40 | 29 juillet, 13 h 40 | 29 juillet, 13 h 40       |
| Athlète 1           | Score               | Athlète 2                 |
| ------------------- | ------------------- | ------------------------- |
| Chen Long Chine     | 21-12 21-17         | Boonsak Ponsana Thaïlande |

### Groupe F
| Athlète        | Pays      | MJ | G | P | SG | SP | Pts |
| -------------- | --------- | -- | - | - | -- | -- | --- |
| Wong Wing Ki   | Hong Kong | 2  | 2 | 0 | 4  | 0  | +39 |
| Brice Leverdez | France    | 2  | 1 | 1 | 2  | 2  | +4  |
| Edwin Ekiring  | Ouganda   | 2  | 0 | 2 | 0  | 4  | -43 |

| Athlète 1              | Score               | Athlète 2             |
| 28 juillet, 19 h 42    | 28 juillet, 19 h 42 | 28 juillet, 19 h 42   |
| ---------------------- | ------------------- | --------------------- |
| Brice Leverdez France  | 21-12 21-11         | Edwin Ekiring Ouganda |
| 30 juillet, 20 h 30    |                     |                       |
| Wong Wing Ki Hong Kong | 21-10 21-8          | Edwin Ekiring Ouganda |
| 31 juillet, 20 h 57    |                     |                       |
| Wong Wing Ki Hong Kong | 21-11 21-16         | Brice Leverdez France |

### Groupe G
| Athlète       | Pays     | MJ | G | P | SG | SP | Pts |
| ------------- | -------- | -- | - | - | -- | -- | --- |
| Peter Gade    | Danemark | 1  | 1 | 0 | 2  | 0  | +20 |
| Pedro Martins | Portugal | 1  | 0 | 1 | 0  | 2  | -20 |

| 30 juillet, 19 h 44 | 30 juillet, 19 h 44 | 30 juillet, 19 h 44    |
| Athlète 1           | Score               | Athlète 2              |
| ------------------- | ------------------- | ---------------------- |
| Peter Gade Danemark | 21-14 21-8          | Pedro Martins Portugal |

### Groupe H
| Athlète         | Pays           | MJ | G | P | SG | SP | Pts |
| --------------- | -------------- | -- | - | - | -- | -- | --- |
| Son Wan-ho      | Corée du Sud   | 2  | 2 | 0 | 4  | 0  | +26 |
| Vladimir Ivanov | Russie         | 2  | 1 | 1 | 2  | 2  | +6  |
| Hsu Jen-hao     | Taipei chinois | 2  | 0 | 2 | 0  | 4  | -32 |

| Athlète 1                  | Score               | Athlète 2                  |
| 28 juillet, 13 h 40        | 28 juillet, 13 h 40 | 28 juillet, 13 h 40        |
| -------------------------- | ------------------- | -------------------------- |
| Son Wan-ho Corée du Sud    | 21-15 21-19         | Vladimir Ivanov Russie     |
| 30 juillet, 13 h 07        |                     |                            |
| Hsu Jen-hao Taipei chinois | 15-21 13-21         | Vladimir Ivanov Russie     |
| 31 juillet, 13 h 44        |                     |                            |
| Son Wan-ho Corée du Sud    | 21-14 21-10         | Hsu Jen-hao Taipei chinois |

### Groupe I
| Athlète          | Pays      | MJ | G | P | SG | SP | Pts |
| ---------------- | --------- | -- | - | - | -- | -- | --- |
| Jan Ø. Jørgensen | Danemark  | 2  | 2 | 0 | 4  | 0  | +28 |
| Derek Wong       | Singapour | 2  | 1 | 1 | 2  | 2  | +7  |
| Misha Zilberman  | Israël    | 2  | 0 | 2 | 0  | 4  | -35 |

| Athlète 1                 | Score               | Athlète 2              |
| 28 juillet, 20 h 54       | 28 juillet, 20 h 54 | 28 juillet, 20 h 54    |
| ------------------------- | ------------------- | ---------------------- |
| Jan Ø. Jørgensen Danemark | 21-12 21-12         | Misha Zilberman Israël |
| 29 juillet, 13 h 44       |                     |                        |
| Derek Wong Singapour      | 21-9 21-15          | Misha Zilberman Israël |
| 31 juillet, 19 h 09       |                     |                        |
| Jan Ø. Jørgensen Danemark | 21-17 21-14         | Derek Wong Singapour   |

### Groupe J
| Athlète                  | Pays         | MJ | G | P | SG | SP | Pts |
| ------------------------ | ------------ | -- | - | - | -- | -- | --- |
| Lee Hyun-il              | Corée du Sud | 1  | 1 | 0 | 2  | 0  | +23 |
| Rodrigo Pacheco Carrillo | Pérou        | 1  | 0 | 1 | 0  | 2  | -23 |

| 29 juillet, 9 h 05       | 29 juillet, 9 h 05 | 29 juillet, 9 h 05             |
| Athlète 1                | Score              | Athlète 2                      |
| ------------------------ | ------------------ | ------------------------------ |
| Lee Hyun-il Corée du Sud | 21-12 21-7         | Rodrigo Pacheco Carrillo Pérou |

### Groupe K
| Athlète               | Pays      | MJ | G | P | SG | SP | Pts |
| --------------------- | --------- | -- | - | - | -- | -- | --- |
| Marc Zwiebler         | Allemagne | 2  | 2 | 0 | 4  | 1  | +39 |
| Dmytro Zavadsky       | Ukraine   | 2  | 1 | 1 | 3  | 2  | +14 |
| Mohamed Afjan Rasheed | Maldives  | 2  | 0 | 2 | 0  | 4  | -53 |

| Athlète 1               | Score               | Athlète 2                      |
| 28 juillet, 09 h 09     | 28 juillet, 09 h 09 | 28 juillet, 09 h 09            |
| ----------------------- | ------------------- | ------------------------------ |
| Marc Zwiebler Allemagne | 21–9 21–6           | Mohamed Afjan Rasheed Maldives |
| 30 juillet, 13 h 44     |                     |                                |
| Dmytro Zavadsky Ukraine | 21-8 21-8           | Mohamed Afjan Rasheed Maldives |
| 31 juillet, 19 h 44     |                     |                                |
| Marc Zwiebler Allemagne | 17-21 -10 21-16     | Dmytro Zavadsky Ukraine        |

### Groupe L
| Athlète          | Pays    | MJ | G | P | SG | SP | Pts |
| ---------------- | ------- | -- | - | - | -- | -- | --- |
| Chen Jin         | Chine   | 1  | 1 | 0 | 2  | 0  | +19 |
| Przemysław Wacha | Pologne | 1  | 0 | 1 | 0  | 2  | -19 |

| Date           | Date                | Date                     |
| Athlète 1      | 30 juillet, 19 h 40 | Athlète 2                |
| -------------- | ------------------- | ------------------------ |
| Chen Jin Chine | 21-15 21-8          | Przemysław Wacha Pologne |

### Groupe M
| Athlète          | Pays            | MJ | G | P | SG | SP | Pts |
| ---------------- | --------------- | -- | - | - | -- | -- | --- |
| Kevin Cordón     | Guatemala       | 2  | 2 | 0 | 4  | 2  | +7  |
| Rajiv Ouseph     | Grande-Bretagne | 2  | 1 | 1 | 3  | 3  | +7  |
| Henri Hurskainen | Suède           | 2  | 0 | 2 | 2  | 4  | -14 |

| Athlète 1                    | Score               | Athlète 2              |
| 28 juillet, 13 h 42          | 28 juillet, 13 h 42 | 28 juillet, 13 h 42    |
| ---------------------------- | ------------------- | ---------------------- |
| Kevin Cordón Guatemala       | 15-21 -12 21-14     | Henri Hurskainen Suède |
| 29 juillet, 20 h 15          |                     |                        |
| Rajiv Ouseph Grande-Bretagne | 22-20 17-21 -15     | Henri Hurskainen Suède |
| 31 juillet, 13 h 40          |                     |                        |
| Rajiv Ouseph Grande-Bretagne | 21-12 17-21 19-21   | Kevin Cordón Guatemala |

### Groupe N
| Athlète           | Pays     | MJ | G | P | SG | SP | Pts |
| ----------------- | -------- | -- | - | - | -- | -- | --- |
| Sho Sasaki        | Japon    | 1  | 1 | 0 | 2  | 0  | +23 |
| Virgil Soeroredjo | Suriname | 1  | 0 | 1 | 0  | 2  | -23 |

| 29 juillet, 8 h 30 | 29 juillet, 8 h 30 | 29 juillet, 8 h 30         |
| Athlète 1          | Score              | Athlète 2                  |
| ------------------ | ------------------ | -------------------------- |
| Sho Sasaki Japon   | 21-12 21-7         | Virgil Soeroredjo Suriname |

### Groupe O
| Athlète        | Pays               | MJ | G | P | SG | SP | Pts |
| -------------- | ------------------ | -- | - | - | -- | -- | --- |
| Taufik Hidayat | Indonésie          | 2  | 2 | 0 | 4  | 0  | +38 |
| Pablo Abián    | Espagne            | 2  | 1 | 1 | 2  | 3  | -8  |
| Petr Koukal    | République tchèque | 2  | 0 | 2 | 1  | 4  | -30 |

| Athlète 1                | Score               | Athlète 2                      |
| 28 juillet, 13 h 05      | 28 juillet, 13 h 05 | 28 juillet, 13 h 05            |
| ------------------------ | ------------------- | ------------------------------ |
| Taufik Hidayat Indonésie | 21-8 21-8           | Petr Koukal République tchèque |
| 29 juillet, 20 h 54      |                     |                                |
| Pablo Abián Espagne      | 21-17 16-21 -16     | Petr Koukal République tchèque |
| 31 juillet, 21 h 42      |                     |                                |
| Taufik Hidayat Indonésie | 22-20 21-11         | Pablo Abián Espagne            |

### Groupe P
| Athlète     | Pays    | MJ | G | P | SG | SP | Pts |
| ----------- | ------- | -- | - | - | -- | -- | --- |
| Lin Dan     | Chine   | 1  | 1 | 0 | 2  | 0  | +20 |
| Scott Evans | Irlande | 1  | 0 | 1 | 0  | 2  | -20 |

| 30 juillet, 14 h 15 | 30 juillet, 14 h 15 | 30 juillet, 14 h 15 |
| Athlète 1           | Score               | Athlète 2           |
| ------------------- | ------------------- | ------------------- |
| Lin Dan Chine       | 21-8 21-14          | Scott Evans Irlande |

## Phase à élimination directe
| Huitièmes de finale | Huitièmes de finale          | Huitièmes de finale | Huitièmes de finale | Huitièmes de finale |  |    | Quarts de finale       | Quarts de finale         | Quarts de finale | Quarts de finale | Quarts de finale |  |  | Demi-finales | Demi-finales             | Demi-finales | Demi-finales | Demi-finales |  |                                  | Finales                          | Finales                          | Finales                          | Finales                          | Finales |
|                     |                              |                     |                     |                     |  |    |                        |                          |                  |                  |                  |  |  |              |                          |              |              |              |  |                                  |                                  |                                  |                                  |                                  |         |
| A1                  | Lee Chong Wei Malaisie       | 21                  | 21                  |                     |  |    |                        |                          |                  |                  |                  |  |  |              |                          |              |              |              |  |                                  |                                  |                                  |                                  |                                  |         |
| B1                  | Simon Santoso Indonésie      | 12                  | 8                   |                     |  |    | A1                     | Lee Chong Wei Malaisie   | 21               | 21               |                  |  |  |              |                          |              |              |              |  |                                  |                                  |                                  |                                  |                                  |         |
| C1                  | Niluka Karunaratne Sri Lanka | 14                  | 21                  | 9                   |  | D1 | Parupalli Kashyap Inde | 19                       | 11               |                  |                  |  |  |              |                          |              |              |              |  |                                  |                                  |                                  |                                  |                                  |         |
| D1                  | Parupalli Kashyap Inde       | 21                  | 15                  | 21                  |  |    |                        |                          |                  |                  |                  |  |  | A1           | Lee Chong Wei Malaisie   | 21           | 21           |              |  |                                  |                                  |                                  |                                  |                                  |         |
| E1                  | Chen Long Chine              | 21                  | 21                  |                     |  |    |                        |                          |                  |                  |                  |  |  | E1           | Chen Long Chine          | 13           | 14           |              |  |                                  |                                  |                                  |                                  |                                  |         |
| F1                  | Wong Wing Ki Hong Kong       | 17                  | 17                  |                     |  |    | E1                     | Chen Long Chine          | 21               | 21               |                  |  |  |              |                          |              |              |              |  |                                  |                                  |                                  |                                  |                                  |         |
| G1                  | Peter Gade Danemark          | 21                  | 21                  |                     |  | G1 | Peter Gade Danemark    | 16                       | 13               |                  |                  |  |  |              |                          |              |              |              |  |                                  |                                  |                                  |                                  |                                  |         |
| H1                  | Son Wan-ho Corée du Sud      | 9                   | 16                  |                     |  |    |                        |                          |                  |                  |                  |  |  |              |                          |              |              |              |  |                                  | A1                               | Lee Chong Wei Malaisie           | 21                               | 10                               | 19      |
| I1                  | Jan Ø. Jørgensen Danemark    | 17                  | 13                  |                     |  |    |                        |                          |                  |                  |                  |  |  |              |                          |              |              |              |  |                                  | P1                               | Lin Dan Chine                    | 15                               | 21                               | 21      |
| J1                  | Lee Hyun-il Corée du Sud     | 21                  | 21                  |                     |  |    | J1                     | Lee Hyun-il Corée du Sud | 21               | 21               |                  |  |  |              |                          |              |              |              |  |                                  |                                  |                                  |                                  |                                  |         |
| K1                  | Marc Zwiebler Allemagne      | 21                  | 12                  | 9                   |  | L1 | Chen Jin Chine         | 15                       | 16               |                  |                  |  |  |              |                          |              |              |              |  |                                  |                                  |                                  |                                  |                                  |         |
| L1                  | Chen Jin Chine               | 19                  | 21                  | 21                  |  |    |                        |                          |                  |                  |                  |  |  | J1           | Lee Hyun-il Corée du Sud | 12           | 10           |              |  |                                  |                                  |                                  |                                  |                                  |         |
| M1                  | Kevin Cordón Guatemala       | 21                  | 10                  |                     |  |    |                        |                          |                  |                  |                  |  |  | P1           | Lin Dan Chine            | 21           | 21           |              |  |                                  |                                  |                                  |                                  |                                  |         |
| N1                  | Sho Sasaki Japon             | 23                  | 21                  |                     |  |    | N1                     | Sho Sasaki Japon         | 12               | 21               | 16               |  |  |              |                          |              |              |              |  | Match pour la médaille de bronze | Match pour la médaille de bronze | Match pour la médaille de bronze | Match pour la médaille de bronze | Match pour la médaille de bronze |         |
| O1                  | Taufik Hidayat Indonésie     | 9                   | 12                  |                     |  | P1 | Lin Dan Chine          | 21                       | 16               | 21               |                  |  |  |              |                          |              |              |              |  | E1                               | Chen Long Chine                  | 21                               | 15                               | 21                               |         |
| P1                  | Lin Dan Chine                | 21                  | 21                  |                     |  |    |                        |                          |                  |                  |                  |  |  |              |                          |              |              |              |  |                                  | J1                               | Lee Hyun-il Corée du Sud         | 12                               | 21                               | 15      |

## Sources
- Le site officiel du Comité international olympique
- Site officiel de Londres 2012